# Тимофеев, Владимир Иванович
Тимофеев, Владимир Иванович (14 июня 1947, Мурманск, СССР — 8 августа 2004, Санкт-Петербург, Россия) — российский археолог.

## Биография
В. И. Тимофеев родился в Мурманске. После окончания школы в 1965 г. поступил на исторический факультет Ленинградского государственного университета. В 1968 г. начал работать старшим лаборантом в Ленинградском отделении Института археологии Академии наук СССР (ныне Институт истории материальной культуры Российской Академии наук)
, где прошел долгий путь от лаборанта до старшего научного сотрудника (1986) и руководителя сектора палеолита. В 1980 г. защитил диссертацию кандидата исторических наук по теме «Неолитические памятники Калининградской области и их место в неолите Прибалтики».
В. И. Тимофеев много и плодотворно работал в Калининградской области в конце 1960-х — 1980-х гг. В 1974—1988 гг. он возглавлял регулярные экспедиции на обнаруженных до войны немецкими археологами стоянках Цедмар в Озёрском районе Калининградской области:90. В 1972 г. В. И. Тимофеев открыл поселение культуры шнуровой керамики на левом берегу реки Шешупе недалеко от пос. Тушино Краснознаменского района:14. В 1975 г. он открыл стоянку Утиное Болото (между пос. Добровольск и Желанное Краснознаменского района Калининградской области), относящуюся к той же культурной группе, что и Цедмар:90. В 1986/1987 учебном году В. И. Тимофеев был руководителем археологической практики на кафедре всеобщей истории Калининградского государственного университета:98
В последние годы жизни В. И. Тимофеев редко приезжал в Калининградскую область, однако он принял участие в качестве научного консультанта в спасательных раскопках поздненеолитического поселения Прибрежное под Калининградом в 1998 и 2000 гг. Раскопки проводились в рамках работы Молодежной археологической экспедиции, которой руководил археолог Э. Б. Зальцман, ученик В. И. Тимофеева:6.
С самого начала научной работы В. И. Тимофеева интересовала тематика поздней эпохи камня Северной Евразии, каменного века в Юго-Восточной Прибалтике. В. И. Тимофеев приобрел репутацию в международном археологическом сообществе как выдающийся знаток неолита лесной зоны (субнеолита) Северо-Восточной Европы и, в частности, Калининградской области.
В. И. Тимофеев опубликовал более 100 научных работ по археологии.
Похоронен на родине - недалеко от центральных ворот нового городского кладбища Мурманска.

## Память
Владимир Иванович Тимофеев был активным участником многих научных конгрессов в России и за рубежом. Деликатный и отзывчивый человек, настоящий профессионал, он рано ушёл из жизни. В некрологе, опубликованном в калининградской газете учениками и коллегами, отмечалось:

В 70—80-е годы он копал на востоке области — в Озерском и Краснознаменском районах. Камень, глина, кость… То, что обработала некогда рука человека, вышло из-под земли и обессмертило безымянных мастеров — современников Междуречья и Египта.
Есть какая-то соотнесенность между историком и его делом. Все хотели бы заниматься Троянской войной, как будто отблеск славы ахейцев приходится на долю исследователя. Но должен же кто-то взывать и к тем, чьи жизни не восславлены в хрониках. И тот, кто бережно возвращает к жизни давно обветшавшие бесписьменные культуры, обладает особой чуткостью. Кажется, только такими культурами и мог заниматься Владимир Иванович…
— Газета «Страна Калининград»
Польский археолог, профессор Университета имени Николая Коперника (Торунь) Станислав Кукавка в 2006 г. опубликовал воспоминания о В. И. Тимофееве.

Внезапная смерть Володи стала для нас ударом. Сообщество археологов утратило выдающегося исследователя, многие — в том числе я — потеряли доброго коллегу и друга. Утрата эта невосполнима, но одно очевидно вполне: Владимир Иванович Тимофеев, Володя, занимает почетное место в истории российской и европейской археологии, он остался в нашей теплой памяти, а его вклад в науку для нынешних и будущих поколений археологов будет источником знания и вдохновения.
Под конец дам волю своим чувствам: друг мой, ты ушёл так рано, а ведь столько ещё должен был сделать, столько могли сделать вместе, о стольком могли поговорить. Не успел. Не успели. Остались лишь слова на бумаге да мои воспоминания. Так мало.
— Станислав Кукавка

## Труды
1. Раскопки неолитических стоянок в Калининской области и в Приладожье //Археологические открытия 1973. М., 1974. С. 81—82.
2. Стоянка Цедмар D в Калининградской области // Краткие сообщения Института археологии. М., 1975. Вып. 141. С. 76—83 (в соавт. с П. М. Долухановым, Г. М. Левковской).
3. К вопросу о временных различиях некоторых памятников раннего неолита Восточной Прибалтики // Краткие сообщения Института археологии. М., 1975. Вып. 141. С. 22—24.
4. Работы Калининградского неолитического отряда // Археологические открытия 1974. М., 1975. С. 40—41.
5. Раскопки неолитических стоянок в Калининградской области // Археологические открытия 1975. М., 1976. С. 45—46.
6. К вопросу о начале неолита на территории Восточной Прибалтики // Проблемы истории и культуры Северо-Запада РСФСР. Л., 1977. С. 76—81.
7. Новые данные по хронологии неолита Юго-Восточной Прибалтики // Краткие сообщения Института археологии. М., 1978. Вып. 153. С. 34—37.
8. Памятники каменного века восточной части Калининградской области // Краткие сообщения Института археологии. М., 1979. Вып. 157. С. 61—69.
9. Неолитические памятники Калининградской области и их место в неолите Прибалтики : автореф. дис. … канд. ист. наук. Л., 1980. 19 с.
10. Изделия из кости и рога неолитической стоянки Цедмар (Серово) Д // Краткие сообщения Института археологии. М., 1981. Вып. 165. С.115-119.
11. Керамика неолитического поселения Утиное Болото I // Краткие сообщения Института археологии. М., 1983. Вып. 173. С. 103—108.
12. Мезолитические памятники в нижнем течении р. Шешупе (Калининградская обл.) // Изыскания по мезолиту и неолиту СССР. М., 1983.
13. On the Early Neolithic Links Between the East-Baltic Area and Fenno-Scandia // Suomen muinaismuistoyhdistys, Helsinki/Vammala, 1984. Vol. 4. P. 3—41.
14. Об эмпирическом и теоретическом уровнях познания в первобытной археологии // Палеолит и неолит / под ред. В. П. Любина. Л., 1986. С. 6—10.
15. Zabytki neolityczne obwodu kaliningradzkiego i niektore problemy neolitu strefy przybaltyckiej // Neolit i poczatki epoki brazu na ziemi chelminskiej / red. T. Wislanski. Torun, 1987. S.— 419428.
16. On the problem on the Early Neolithic of the East Baltic area // Acta Archaeologica. Kobenhavn, 1988. Vol. 58. P. 207—212.
17. Problems of the connection of Neolithic cultures in the Baltic region // Fenno-Ugri et Slavi, Finnish-Soviet archaeological Symposium «Studies in the material culture of the people of Eastern and Northern Europe» 10—16 May 1988 in the National Museum of Finland / red. T. Edgren. Helsinki, 1990. P. 33—38.
18. Neolithic Sites of the Zedmar Type in the South-east Baltic Area // Regions and Reflections. In Honour of Marta Stromberg. Acta Archaeologica Lundensia. Lund, 1991. Vol. 20. P. 15—26.
19. On the links of the east Baltic neolithic and the Funnel Beaker culture // Die Trichterbecherkultur, Neue Forschungen und Hypothesen. Material des Internationalen Symposiums Dymaczewo, 20-24 Sept. 1988. Poznan, 1991. S. 135—149.
20. The radiocarbon dates of the Neolithic — earlier Metal Periods archaeological sites of the Kaliningrad and Leningrad oblast // Geochronological and Isotopic Researches in the Quaternary Geology and Archaeology. Vilnius, 1991. P. 123—130 (в соавт.: Timofeev V.I., Zaitseva G.I.).
21. Очерк археологии Калининградской области // Vakaru baltu istorija ir kultura. Vol.1. Klaipeda, 1992 (в соавт. с В. И. Кулаковым).
22. Est de de l’Europe: la zone des forets // Atlas du Neolithique europeen. L’Europe orientale / dir. J. Kozlowski. Liege. Universite de Liege, 1993. P. 495—534 (в соавт.: Doluchanov P.M., Timofeev V.I.).
23. On Regional Differences in the Neolithic Economy of the East Baltic Area // Fennougrins and Slavs. Helsinki, 1993. Р. 155—166.
24. Памятники мезолита и неолита региона Петербурга и их место в системе культур каменного века Балтийского региона // Древности Северо-Запада (славяно-финно-угорское взаимодействие, русские города Балтики) / под ред. В. М. Массона, Е. Н. Носова, Е. А. Рябинина. СПб., 1993. С. 8—34.
25. Проблемы развития циркумбалтийского культурного пространства в неолите // Древности Северо-Западной России. СПб., 1995. С. 29—34.
26. К проблеме юго-восточных связей неолита Восточной Прибалтики // Тверской археологический сборник. Тверь, 1996. Т. 2. С. 183—189.
27. Некоторые общие проблемы каменного века лесной полосы Восточной Европы // Древности Русского Севера. Вологда, 1996. Т. 1. С. 53—59.
28. Памятники типа Цедмар // Неолит Северной Евразии / под ред. С. В. Ошибкиной. М., 1996. С. 162—165.
29. К проблеме неолитизации лесной зоны Восточной Европы // Славяне и финно-угры. Археология, история, культура. СПб., 1997. С. 14—20.
30. Связи культур позднего каменного века Скандинавии и Восточной Европы // Первые скандинавские чтения: Этнографические и культурно-исторические аспекты / под ред. А. С. Мыльникова. СПб., 1997. С. 72—85.
31. Цедмарская культура в неолите Восточной Прибалтики // Тверской археологический сборник. Тверь, 1998. Т. 3. С. 273—280.
32. The beginning of the Neolithic in the Eastern Baltic // Harvesting the Sea, Farming the Forest. The Emergence of Neolithic Societies in the Baltic Region / ed. M. Zvelebil, L. Domianska, R. Dennell. Sheffield, 1998. P. 225—236 (=Sheffield Archaeological Monographs, vol. 10.).
33. The East-West Relations in the Late Mesolithic and Neolithic in the Baltic Region // Beyond Balkanization / red. L. Domianska, K. Jacobs, A. Kosko. Baltic-Pontic Studies. 1998. Vol. 5. P. 44—58.
34. Новые мезолитические находки с Карельского перешейка // Тверской археологический сборник. Тверь, 2000. Т. 4. Ч. 2. С. 87—90.
35. О структуре неолитического торфяникового поселения Утиное Болото 1 в Калининградской области (восточное поселение) // Каменный век европейских равнин. Сергиев Посад, 2001. С. 211—217 (в соавт. с Л. Г. Чайкиной).
36. Находки каменного века с побережья Виштынецкого озера (Калининградская обл.) // STRATUM plus. Культурная антропология — археология. 2001—2002. СПб. ; Кишинёв ; Одесса ; Бухарест, 2002. С.473-478.
37. История изучения памятников каменного века на территории Калининградской области в довоенный период // . Калининград, 2003. С. 4—13.
38. On the problem of Eastern Europe Neolithisation // 10th Neolithic Seminar: The Neolithisation of Eurasia — Paradigms, Models and Concepts Involved. Printed Papers Delivered at the Conference, Department of Archaeology, University of Lubljana, 6—8 November, 2003. Lubljana, 2003. P. 13—27.
39. Памятники культуры шнуровой керамики восточной части Калининградской области (по материалам исследований 70—80-х гг.) // Древности Подвинья: исторический аспект. СПб., 2003. С. 119—123.
40. К проблеме распространения древнейшей керамики на севере лесной зоны Восточной Европы // Невский археолого-исторический сборник, посвящённый 75-летию А. А. Формозова / под ред. А. Д. Столяра. СПб., 2003. С. 302—315.
41. К хронологии и экологии начала земледелия в Восточной Прибалтике (о признаках неолитического земледелия в районе Цедмарских торфяниковых стоянок в Калининградской области) // Проблемы хронологии и этнокультурных взаимодействий в неолите Евразии / под ред. В. И. Тимофеева, Г. И. Зайцевой. СПб., 2004. С. 88—105 (в соавт. с Г. М. Левковской).